# Soukenická (Písek)
Soukenická je ulice v Písku, která spojuje Chelčického ulici s Nerudovou. 

## Historie
Dříve byla považována za pokračování ulice Nerudovy. Také nesla název Šatlavní podle obecní šatlavy, která bývala kdysi dávno v rohovém domě č.p. 65 na konci ulice Nerudovy. Říkalo se jí také Hradební, protože ulice byla souběžná s městskými hradbami a končila nedaleko městské brány. Hradby ze 13. století byly postupně zlikvidovány. Jeden z ochozů hradeb u domu č. p. 65 byl architektonicky začleněn přímo do objektu. V Soukenické ulici byly zbourány historické domy, které měly čísla popisná 61 a 64. v roce 1933. Ulice byla přejmenována 21. října 1785 a svůj název si zachovala.
Ulice byla roku 1913 vydlážděna kostkami a v roce 1931 se pro provoz stala jednosměrnou.
Dominantou ulice je písecká synagoga v maurském stylu, její stavba byla dokončena roku 1871. Za druhé světové války byla synagoga uzavřena a od té doby už neslouží náboženským účelům. V 90. letech se synagoga vrátila do majetku pražské židovské obce. Objekt se postupně opravuje.